# Loek Ursem
Aloysius ("Loek") Jacobus Ursem (Amsterdam, 7 januari 1958) is een Nederlands voormalig voetballer die als middenvelder speelde.